# Oeuvre van Paus Benedictus XVI
Hieronder staat een lijst van Duitstalige publicaties van paus Benedictus XVI:
- Jesus von Nazareth. 1. Teil, Von der Taufe im Jordan bis zur Verklärung, 2007, 447 p., Herder - Freiburg im Breisgau, ISBN 978-3-451-29861-5
- Werte in Zeiten des Umbruchs, Freiburg i. Brsg. 2005.
- Unterwegs zu Jesus Christus, Augsburg 2003.
- Glaube - Wahrheit - Toleranz. Das Christentum und die Weltreligionen, 2. Aufl., Freiburg i. Brsg. 2003, ISBN 3-451-28110-4.
- Gott ist uns nah. Eucharistie: Mitte des Lebens. Hrsg. von Horn, Stephan Otto/ Pfnür, Vinzenz, Augsburg 2001.
- Gott und die Welt. Glauben und Leben in unserer Welt. Ein Gespräch mit Peter Seewald, Köln 2000.
- Der Geist der Liturgie. Eine Einführung, 4. Aufl., Freiburg i. Brsg. 2000.
- Einführung in das Christentum (2000)
- Aus meinem Leben. (1927-1977), Stuttgart 1998, ISBN 3-453-16509-8
- Vom Wiederauffinden der Mitte. Texte aus vier Jahrzehnten, Freiburg i. Brsg. 1997.
- Salz der Erde. Christentum und katholische Kirche an der Jahrtausendwende. Ein Gespräch mit Peter Seewald, Wilhelm Heyne Verlag, München, 1996, ISBN 3-453-14845-2
- Wahrheit, Werte, Macht. Prüfsteine der pluralistischen Gesellschaft, Freiburg/ Basel/ Wien 1993.
- Zur Gemeinschaft gerufen. Kirche heute verstehen, Freiburg/ Basel/ Wien 1991.
- Auf Christus schauen. Einübung in Glaube, Hoffnung, Liebe, Freiburg/ Basel/ Wien 1989.
- Abbruch und Aufbruch. Die Antwort des Glaubens auf die Krise der Werte, München 1988.
- Kirche, Ökumene und Politik. Neue Versuche zur Ekklesiologie [Robert Spaemann zum 60. Geburtstag zugeeignet], Einsiedeln 1987.
- Politik und Erlösung. Zum Verhältnis von Glaube, Rationalität und Irrationalem in der sogenannten Theologie der Befreiung (= Rheinisch-Westfälische Akademie der Wissenschaften: G (Geisteswissenschaften), Bd. 279), Opladen 1986.
- Theologische Prinzipienlehre. Bausteine zur Fundamentaltheologie (= Wewelbuch, Bd. 80), München 1982.
- Das Fest des Glaubens. Versuche zur Theologie des Gottesdienstes, 2. Aufl., Einsiedeln 1981.
- Eschatologie, Tod und ewiges Leben, Leipzig 1981.
- Glaube, Erneuerung, Hoffnung. Theologisches Nachdenken über die heutige Situation der Kirche. Hrsg. von Kraning, Willi, Leipzig 1981.
- Umkehr zur Mitte. Meditationen eines Theologen, Leipzig 1981.
- Zum Begriff des Sakramentes (= Eichstätter Hochschulreden, Bd. 79), München 1979.
- Die Tochter Zion. Betrachtungen über den Marienglaube der Kirche, Einsiedeln 1977.
- Der Gott Jesu Christi. Betrachtungen über den Dreieinigen Gott, München 1976.
- Das neue Volk Gottes. Entwürfe zur Ekklesiologie (Topos-Taschenbücher, Bd. 1) Düsseldorf 1972.
- Die Einheit der Nationen. Eine Vision der Kirchenväter (= Bücherei der Salzburger Hochschulwochen), Salzburg u.a. 1971.
- Das Problem der Dogmengeschichte in der Sicht der katholischen Theologie (= Arbeitsgemeinschaft für Forschungen des Landes Nordrhein-Westfalen: Geisteswissenschaften, Bd. 139), Köln u.a. 1966.
- Die letzte Sitzungsperiode des Konzils (= Konzil, Bd. 4), Köln 1966.
- Ereignisse und Probleme der dritten Konzilsperiode (= Konzil, Bd. 3), Köln 1965.
- Die erste Sitzungsperiode des Zweiten Vatikanischen Konzils. Ein Rückblick (= Konzil, Bd. 1), Köln 1963.
- Das Konzil auf dem Weg. Rückblick auf die 2. Sitzungsperiode des 2. Vatikanischen Konzils (= Konzil, Bd. 2), Köln 1963.
- Die christliche Brüderlichkeit, München 1960.
- Die Geschichtstheologie des heiligen Bonaventura (Habilitationsschrift), München u.a. 1959.
- Volk und Haus Gottes in Augustins Lehre von der Kirche (= Münchner theologische Studien 2/7, zugl. München, Univ., Diss., 1951.), München 1954.
- Dogma und Verkündigung

## Gesammelte Schriften
Bij Uitgeverij Herder - Freiburg verschijnt sinds 2009 het verzamelde werk van Joseph Ratzinger. Hieronder volgt een overzicht van de totale uitgave. Ieder deel heeft een omvang van ongeveer 600 bladzijden Met een * zijn gemerkt die delen die reeds zijn verschenen.
1. Volk und Haus Gottes in Augustins Lehre von der Kirche - Die Dissertation und weitere Augustinus-Studien
2. Offenbarungsverständnis und Geschichtstheologie Bonaventuras - Die ungekürzte Habilitationsschrift und weitere Bonaventura-Studien *
3. Der Gott des Glaubens und der Gott der Philosophen - Die wechselseitige Verwiesenheit von fides und ratio
4. Einführung in das Christentum - Bekenntnis - Taufe - Nachfolge
5. Herkunft und Bestimmung - Schöpfung - Anthropologie - Mariologie
6. Jesus von Nazareth - Spirituelle Christologie
7. Zur Theologie des Konzils - Texte zum II. Vatikanum
8. Zeichen unter den Völkern - Schriften zur Ekklesiologie und Ökumene * (in twee delen)
9. Offenbarung - Schrift - Tradition - Hermeneutik und Theologische Prinzipienlehre
10. Auferstehung und Ewiges Leben - Beiträge zur Eschatologie
11. Theologie der Liturgie - Die sakramentale Begründung christlicher Existenz *
12. Künder des Wortes und Diener eurer Freude - Zur Theologie und Spiritualität des Ordo *
13. Im Gespräch mit der Zeit - Interviews - Stellungnahmen - Einsprüche
14. Predigten zum Kirchenjahr - Meditationen - Gebete - Betrachtungen
15. Aus meinem Leben - Autobiographische Texte
16. Bibliographie und Gesamt-Register